# 新多數派

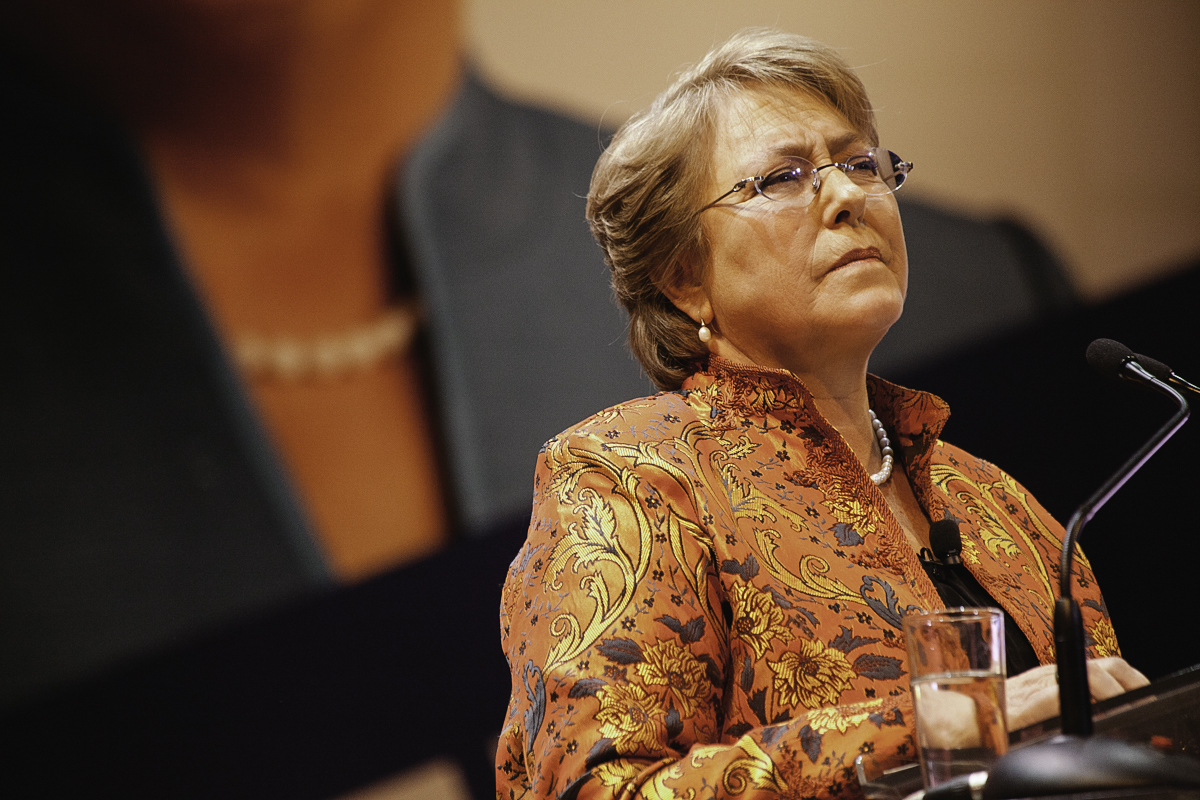
圖爲米歇爾·巴切萊特，她是新多數派的領導者，也是現任智利總統

新多數派（西班牙語：Nueva Mayoría）是智利的一个已不存在的选举联盟，主要由中間偏左的政黨組成。该联盟成立於2013年。該聯盟支持2013智利大選的總統候選人米歇爾·巴切萊特。

## 目標
米歇爾·巴切萊特稱新多數派的主要目標是在6年內實現免費高等教育。
該聯盟的名字於2013年3月27日米歇爾·巴切萊特巴切萊特同意作為主要的聯盟總統候選人時第一次被提及。在那次會議上，她要求她最終管理下的政府成爲“第一個社會新多數派的政府”。

## 成員
組成新多數派的四個主要政黨均屬於原來的争取民主政党协调（Concertación de Partidos por la Democracia）。它們分別是智利社會黨、基督教民主黨、争取民主党和社会民主激進黨。另外，加入新多數派的還有智利共產黨、公民左翼、广泛社会运动以及一些左翼獨立候選人。在2014年3月，地域性政黨北方力量党也加入了新多數派。
| 政黨           | 西班牙語名稱                    | 黨首                  |
| -------------- | ------------------------------- | --------------------- |
| 广泛社会运动   | Movimiento Amplio Social        | 亞歷杭德羅·納瓦羅     |
| 基督教民主黨   | Partido Demócrata Cristiano     | 伊哥納斯沃·瓦爾克     |
| 公民左翼       | Izquierda Ciudadana             | 維克多·奧索里奧雷耶斯 |
| 智利共產黨     | Partido Comunista               | 吉列爾莫·提埃爾       |
| 争取民主党     | Partido por la Democracia       | 海梅·昆塔納           |
| 社會民主激進黨 | Partido Radical Socialdemócrata | 何塞·安東尼奧·戈麥斯  |
| 智利社會黨     | Partido Socialista              | 奧斯瓦爾多·安德拉德   |
| 北方力量党     | Partido Fuerza del Norte        | 馬茲達·巴拉巴里       |

## 2013年智利總統選舉

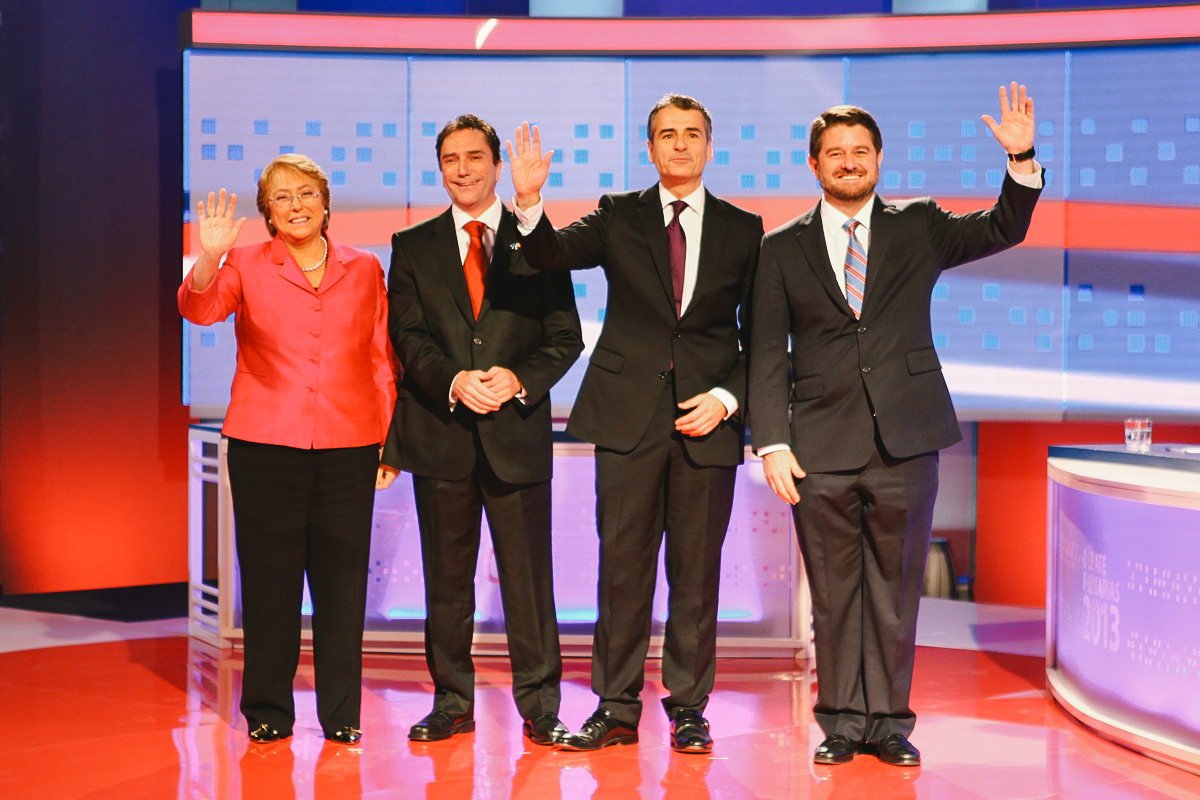
新多數派的四個初選總統候選人

新多數派於2013年4月30日在智利選舉事務所登記註冊。同年6月30日，該聯盟舉行了初選，米歇爾·巴切萊特以73%的得票率成爲了該聯盟的最終候選人。其它候選人的得票率分別是：無黨籍人士安德烈斯·貝拉斯科，得票13%；智利民主黨候選人奧雷戈·克勞迪奧，得票8.86%；智利激進民主黨的候選人何塞·安東尼奧·戈麥斯，得票5.06%。在稍後的總統選舉中，該聯盟贏得了300萬張選票中的200多萬張——大約是“聯盟”得票數的三倍。
最初，該聯盟計劃在2013年6月30日舉行初選，但是因爲各黨派無法就提名的問題達成一致，因此該聯盟撤銷了這一方案。隨後，各黨派在多次交涉後達成了協議，得以開始舉行初選。一部分地區在2013年4月4日完成了初選。
在初選後，米歇爾·巴切萊特得勝，成爲聯盟的最終候選人，并以該身份參與之後的總統選舉。這次總統選舉的候選人數創了智利選舉史上的新高——在該次選舉中，除米歇爾·巴切萊特外，還有8名總統候選人。在第一次選舉中，米歇爾·巴切萊特得票率爲46.70%。因爲沒有達到絕對多數，所以智利又進行了第二輪投票。在該輪投票中，米歇爾·巴切萊特在與中右“聯盟”的候選人伊夫林·馬特海競爭中以62.16%的得票率贏得了這次選舉。這次勝利標誌著她成爲了第一個兩次成爲總統的女性，也標誌着在立場中間偏右的塞巴斯蒂安·皮涅拉政府統治智利4年後，中左派重新掌握了智利的政權。

## 外部連結
- 维基共享资源上的相關多媒體資源：新多數派